# Rineloricaria magdalenae
Rineloricaria magdalenae är en fiskart som först beskrevs av Steindachner, 1879.  Rineloricaria magdalenae ingår i släktet Rineloricaria och familjen Loricariidae. Inga underarter finns listade i Catalogue of Life.